# Franz Pless
Franz Pless (* 10. Oktober 1819 in Hohenstein bei Graupen, Königreich Böhmen, Kaisertum Österreich; † 10. Mai 1905 in Graz, Österreich-Ungarn) war ein böhmisch-österreichischer Chemiker und Philanthrop.

## Leben

### Kindheit und Jugend in Böhmen
Franz Pless wurde am 10. Oktober 1819 in der zu Graupen, heute Krupka, gehörenden Ortschaft Hohenstein, heute Unčín, in der Nähe des Wallfahrtsortes Mariaschein am Fuße des Erzgebirges und nahe den Schlachtfeldern von Kulm als Sohn eines Landschaftsarchitekten geboren. Durch manche Verluste und ihren Wohltätigkeitssinn waren seine Eltern genötigt strenger zu wirtschaften, damit das geringe Einkommen des Gewerbes und einer kleinen Landwirtschaft ausreichte, um ihn und seine sieben Geschwister zu erziehen. Mit zwölf Jahren kam er ans Internat des Gymnasiums in Leitmeritz und noch in jungen Jahren wurde seine Leidenschaft für die Naturwissenschaften durch die in der Nähe der Heimat befindlichen Bergwerke geweckt. Da es in der Gymnasiumsbibliothek keine Bücher darüber gab, legte er sich autodidaktisch eine Mineraliensammlung zu und ließ sich Schuberts Naturgeschichte aus Dresden schicken. In weiterer Folge besuchte er die Karls-Universität in Prag, wo er vor allem unter den Professoren Franz Serafin Exner und Ferdinand Heßler studierte. Nach der Absolvierung der philosophischen Studien in Prag trat er als Novize in den ritterlichen Kreuzherren-Orden ein. Dabei erlangte er von dessen Großmeister die Zusage, dass er sich für eine Professur der Naturwissenschaften dürfe. Diese Zusage wurde jedoch vom bald darauf nachfolgenden neuen Großmeister wieder zurückgenommen, da dieser meinte, dass sich Pless einer theologischen Professur zuwenden solle.

### Erste Professur in Prag nach erfolgreichem Studium
Nach zwei Jahren verließ er den Orden aufgrund dieser Unstimmigkeiten wieder, um zunächst als Erzieher die Vollendung seiner Studien möglich zu machen, woraufhin er sich dem Studium der Chemie im Laboratorium von Josef Redtenbacher in Prag widmete. Redtenbacher war eben erst von Justus von Liebig aus Dresden angereist, nachdem er in Abwesenheit zum Professor der Chemie an der Universität Prag berufen wurde. In Prag eröffnete er Redtenbacher den ersten Unterricht in der neueren Chemie und besonders der analytischen Chemie im damaligen Österreich (Kaisertum Österreich). Während dieses Studiums in Prag publizierte Pless auch seine ersten Arbeiten aus dem Gebiet der Chemie. Im Jahre 1846 erfolgte die Ernennung zum Assistenten des Professors für Chemie am Joanneum in Graz, Johann Gottlieb, wobei er im folgenden Jahr auch Vorträge über technische Physik am besagten Joanneum, das zu dieser Zeit zu einer polytechnischen Lehranstalt erweitert und vor allem durch Erzherzog Johann in generöser Weise ausgestattet wurde, hielt. Die Herstellung der Lehrmittelsammlung für die beiden Lehrkanzeln der Chemie und der Physik nahm nahezu seine ganze Kraft in Anspruch. Ebenso die Vorarbeiten für chemische und physikalische Untersuchungen zum Beispiel über Piperin, Poarponiumöl, Einwirkung der Salpetersäure auf Kohlenhydrate, nachdem er die richtige Formel für die Schießbaumwolle aufgestellt hatte. Weiters hatte er in dieser Zeit Arbeiten über die Ultraviolettstrahlung und die Empfänglichkeit der Netzhaut dafür und anderes.
Wenige Tage nachdem Léon Foucault im Keller seines Pariser Hauses den Versuch des nach ihm benannten Foucaultsches Pendels durchgeführt hatte, konnte Pless diesen Versuch zuerst in Deutschland und wenig später auch in Österreich, am Joanneum, zur Anschauung bringen. Am 26. August 1851 wurde Pless zum Professor der Chemie an der Universität Lemberg ernannt, wo er ein großes Tätigkeitsfeld vorfand, da der Ackerbau, das Gewerbe, die Industrie, wie auch der Unterricht noch auf einer niedrigen Stufe waren und der Handel zumeist in den Händen der hier zahlreich ansässigen armen Israeliten war, wobei er in allen Bereichen Anregungen machen konnte. Nachdem er ein chemisches Laboratorium eingerichtet und den pharmazeutischen Lehrkurs begründet hatte, was aufgrund diverser sich dagegenstellender Hindernisse rund eineinhalb Jahre gedauert hatte, behandelte er in weiterer Folge vor allem ökonomische Fragen, um seiner neuen chemischen Lehrkanzel in der Bevölkerung einen festen Boden zu sichern. Hierbei machte er sich unter anderem durch die erste Anregung zur Petroleumgewinnung bei Drohrbicz, der Anregung zur besseren Kohlenausbeutung bei Żółkiew oder der Bekämpfung der Vorurteile gegen Kohlenheizung durch Einführung derselben im Universitätsgebäude und in den Kasernen verdient. Weiters trat er für die Erzeugung von Pottasche, Salpeter und anderen Stoffen und  Salzen ein.
Um Land und Leute kennenzulernen, bereiste er in den Ferien 1852 die östlichen Karpaten, wo er unter anderem nach Poschorita, Kirlibaba und Jakobeny in die Bukowina kam. In Jakobeny traf er im Manz’schen Hochofen, der im frühen 19. Jahrhundert unter der Leitung des Österreichers Karl Manz Ritter von Mariensee entstand, eine Art Thomasieren des Eisens, wobei er beim Untersuchen der Schlacken und Erze Mangan-Braunerz fand, das man in Jakobeny für ein Eisenerz gehalten hatte. In weiterer Folge beschloss Franz Pless diese Tatsache in den folgenden Ferien eingehender zu studieren. Nachdem er im Winter 1852/53 vor allem ein Kollegium über Agrikulturchemie gelesen hatte, fand er Anfang des Jahres 1853 in den Fachblättern zwei Abhandlungen von Auguste André Thomas Cahours und Julius Plücker, die seine Arbeiten über Piperin und die ultraviolette Strahlung fast gänzlich enthielten, wodurch er angeregt wurde, wieder selbst wissenschaftlich in Erscheinung zu treten. Daraufhin begann er eine Arbeit über die Synthese des Nikotions, wodurch er beabsichtigte, eine Lücken zwischen den Alkaloiden und den homologen Säuren auszufüllen.

### Der folgenschwere Unfall
Bei einem Versuch am 12. März 1853, bei dem er Valerianäther mit Ammoniakflüssigkeit behandelt hatte, um Valeramid herzustellen, erblindete Pless vollständig. Nachdem er bereits einen Tag zuvor einen solchen Versuch durchgeführt hatte, versuchte er diesmal mit langsamer Erhitzung zum erhofften Ergebnis zu kommen. Aufgrund eines Siedeverzugs, der zur damaligen Zeit noch nicht erforscht war, kam es zu einer Explosion der Ammoniakflüssigkeit, bei der die Glasretorte zerstäubt und die Flüssigkeit auf sein rechtes Auge geschleudert wurde, die daraufhin sein ganzes Gesicht bis in die Mundhöhle überströmte. Bei diesem Unfall wurde die Linse seines rechten Auges zerdrückt und das linke Auge durch die heiße und ätzende Flüssigkeit gebrannt und geätzt. Danach fesselte ihn auch noch eine Gehirnhautentzündung wochenlang ans Krankenbett, wobei er in dieser Zeit als Hochschullehrer durch Professor Gustav Wolf vertreten wurde, ehe er 1856 gänzlich vom Steirer Leopold von Pebal abgelöst wurde. Auch nach der langsamen Genesung musste er seine angestrengten Geistesarbeiten weitgehend zurücklegen. Noch im Jahr 1855 gelang es ihm, die „Kohlenfrage“ zum Abschluss zu bringen, was vor allem in dem strengen Winter 1855 geschätzt wurde, als die Holzpreise in Lemberg stark gestiegen waren und mit der Kohle eine akzeptable Alternative gefunden wurde.

### Trotz Erblindung, voller Tatendrang
Mit Hilfe seines Freundes Franz Gatscher, der damals als Professor der gerichtlichen Medizin in Lemberg wirkte, gelang es ihm, bei der Choleraepidemie von 1855 drei Seuchenherde aus der Stadt zu entfernen. Dies gelang durch die Anbahnung eines besseren Kanalsystems, die Schließung des jüdischen Friedhofs, aus dem eine Quelle mit Leichengeruch floss, und durch die Regulierung des israelitischen Kleinmarktes auf dem Krakowskiplatz, im Judenviertel Lembergs. Während dieser Zeit wandte er auch Schwefelsäure gegen Cholera an, was er an 20 Familien erprobte, wobei er durch seine Gattin Marie (geborene Seelig) unterstützt wurde. Zum Zeitpunkt des Unfalls, bei dem er erblindete, war er gerade mit Marie verlobt gewesen und heiratete sie in weiterer Folge im Jahre 1854. Als im Juni 1855 Kaiser Franz Joseph erstmals das Kronland Galizien und dessen Hauptstadt besuchte, machte er auch an der Universität halt, wo ihm die dortigen Lehrkörper vorstellt wurden. Bei der Vorstellung, bei der auch Pless zugegen war, machte der Statthalter eine Bemerkung, dass Pless wegen zu kurzer Dienstzeit keinen Anspruch auf Pension hätte, woraufhin sich der Kaiser eigenständig um seine Pensionierung kümmerte. Dabei ließ er sich zuvor von Pless zeigen, wie es zu dieser verheerenden Explosion gekommen war. Eine Woche nach seinem Besuch erhielt Pless vom damaligen Minister für Cultus und Unterricht, Leo von Thun und Hohenstein, ein Telegramm, in dem stand, dass Kaiser Franz Joseph seine Pensionierung mit vollem Gehalt (damals noch 1.000 Konventionsgulden (fl. C. M.) für einen Universitätsprofessor) unterzeichnet hatte.
In seiner Existenz sichergestellt, begann er wieder an neuen Versuchen zu arbeiten und hoffte, zumindest am linken Auge, wieder etwas an Augenlicht zu gewinnen. Im Jahr 1856 trat er mit dem Postwagen die Reise über Krakau in seine Heimat an, ehe er ein halbes Jahr später nach Wien reiste, wohin sein Freund und Landsmann Ferdinand von Arlt, von Prag kommend, übersiedelt war. Der Chirurg und Augenarzt wollte ihm durch einen Pupillenausschnitt wieder zu einem wenigstens schwachen Sehen verhelfen; die  im darauffolgenden Jahr brachte jedoch nicht das erhoffte Ergebnis. Einzig hatte er mehr objektive Lichtempfindung gewonnen, was ihm jedoch auch nicht zum Sehen verhalf. Neben Ferdinand von Arlt war mit Albrecht von Graefe auch noch ein zweiter populärer Augenarzt dieser Zeit um die Behandlung von Franz Pless bemüht. Während seiner Zeit in Wien führte Pless auch weitere Versuche durch und testete dabei unter anderem die antiseptischen Wirkungen der Schwefelsäure auf den Kartoffelpilz und hatte seine Arbeiten auch auf andere Lebensmittel ausgedehnt. Ein Teil der daraus entstandenen Resultate, wie etwa über die Desinfektion von Wohnungen, Kellerräumen, Stallungen usw., wurde in einer Broschüre mit einer Auflage von mehreren tausend Stück abgedruckt. Diese sendete er an die Teilnehmer seines Patentes über die Bekämpfung der Kartoffelkrankheit. Ein weiteres Patent hatte er über die Abdampfung von oben bei Salzlösungen, wie etwa von Salzsole, Soda, Pottasche und Ammoniaklösungen. Letztgenanntes Patent fand kaum zu einer Verwendung und war eigentlich nur für eine billige Verwertung von Salzsole und Mutterlauge gedacht.

### Anträge im österreichischen Parlament
Weiters arbeitete er in dieser Zeit auch im Journal seines Freundes Ferdinand Stamm mit und veröffentlichte im Journal Die neuesten Erfindungen verschiedene Versuche über die Verwendung des Kochsalzes, die er zuvor ausgeführt hatte. Durch Stamm, der neben seiner Tätigkeit als Schriftsteller und Journalist, auch in der Politik aktiv war, veranlasste Pless im ersten österreichischen Parlament, das gerade erst als Reichsrat gegründet wurde, einen Antrag auf Aufhebung des Salzmonopols einzubringen. Dieser Antrag fiel jedoch durch eine Minderheit von zwei Stimmen, jedoch hatte der damalige Finanzminister Ignaz von Plener seine Anträge zustimmend angenommen und versprach diese im Laufe der Zeit durchzuführen. Von seinen eingebrachten Anträgen wurde in weiterer Folge jedoch nur einer durchgebracht, nämlich die möglichst weite Versendung des Meersalzes. Ein zweiter Antrag betreffend den Verkauf von Salzsohlen in der Umgebung der Salzquellen wurde nur auf den Gütern des Lemberger Erzbischofes ausgeführt und fand keine Anwendung im übrigen Kaisertum. Seine restlichen Anträge wurden, nachdem das bisherige Ministerium, dem von Plener noch angehörte, durch ein neues ersetzt wurde, nicht weiter beachtet. Zudem hatte er weitere Patente in Planung, dabei eines über Heizöfen und ein weiteres über Ringöfen für Ziegel und Tonwaren, die er jedoch fallen ließ, da er als Erfahrung wusste, dass er als Blinder seine Patentrechte nicht wahren konnte.

### Übersiedelung nach Graz
Danach machte er diverse weitere Versuche, unter anderem über trockene Häuser und Wohnräume und brachte Vorschläge, wie das Ausheizen von Neubauten, ein, die noch Jahrzehnte später zum Tragen kamen. Zudem wurden viele seiner verfassten Artikel in englischen und amerikanischen Fachblättern abgedruckt. Da er sich in Wien von einer Typhuserkrankung nicht sonderlich erholen konnte, zog er im Jahre 1862 in das für ihn „gesunde“ Graz in die Steiermark, wo er mit Johann Gottlieb, unter dem er einst bereits als Assistent tätig war, Hofrat Eduard Krischek, Regierungsrat Ernst Mach, dem bereits genannten Leopold von Pebal oder Hofrat J. M. Rozsek befreundet war. Zu seinem Freundeskreis gehörte auch der spätere Grazer Bürgermeister Wilhelm Kienzl mit dessen Familie. Im Jahre 1864 erschien seine letzte wissenschaftliche Arbeit über das Lösungsgesetz und über Explosionen durch Siedeverzug in den Schriften der Wiener Akademie der Wissenschaften. Diese trug den Titel Über das Lösungsgesetz und das Sieden der Flüssigkeiten und über Dampfexplosionen. Seine Gesundheit verbesserte sich vor allem, nachdem er im Jahre 1868 einen kleinen Besitz in Pößnitz bei Marburg an der Drau erworben hatte, wo er Weinbau, Obst- und Wiesenkultur mit gutem Erfolg betrieb und hier viel Zeit verbrachte. Auch eine angeschlossene Baumschule besorgte er selbst. Nachdem jedoch seine Gattin erkrankte, musste er diesen Besitz wieder aufgeben; im Jahre 1872 verstarb Marie Pless.

### Wirken im Kindergartenwesen und die letzten Jahre
In dieser Zeit brachte er auch einige Arbeiten über Wein- und Obstbau ein, wobei unter anderem ein Artikel Über die Bedeutung der Geflügelzucht in der Bodenkultur in der Wiener Geflügelzeitung erschien. Zwei Jahre nach dem Tod seiner Ehefrau hatte er mit Sophia Edle von Scherer eine neue Lebensgefährtin an seiner Seite. Da von Scherer zuvor im Kindergartenwesen aktiv war, wurde das Paar eingeladen in den Vorstand des Grazer Kindergartenvereines einzutreten. Daraufhin widmete sich das Paar größtenteils der geschäftlichen und pädagogischen Pflege von acht verschiedenen Kindergärten. Als Anhänger Pestalozzis und Fröbels wandte er deren Praktiken an und machte sich im Kindergartenwesen verdienstvoll. Bereits zu dieser Zeit plädierte er für die dringende Notwendigkeit eines Kindergartens bei jeder Erziehungsanstalt für blinde Kinder, um diese bei der Entwicklung ihrer übrigen Sinne zu unterstützen und diese weiterzuentwickeln. Jahrelang sammelte Pless Material für zwei Schriften, dabei eine für eine Kinderpädagoik und eine über eine Ethik, beide auf naturwissenschaftlicher Grundlage. Beide Arbeiten dürfte er jedoch nicht mehr zum Abschluss gebracht haben und war in den letzten Jahren seines Lebens auch von schweren Verlusten in seinem Einkommen betroffen. Am 10. Mai 1905 verstarb Franz Pless 85-jährig in Graz, wo er fast die gesamten letzten vier Jahrzehnte gelebt hatte. Bis zu seinem Ableben zeigte er ein stets gesundes Äußeres und einen gesunden Geist und wirkte, abgesehen von seinen weißen Haaren, jünger als er wirklich war, was sich auch durch seine aufrechte Körperhaltung und seine Bewegungen zeigte.

## Veröffentlichungen (Auswahl)
- Über das Lösungsgesetz und das Sieden der Flüssigkeiten und über Dampfexplosionen. In: Sitzungsberichte der Akademie der Wissenschaften. Mathematisch-naturwissenschaftliche Klasse. Band 54. Wien 1866.
- Über die Bedeutung der Geflügelzucht in der Bodenkultur. In: Wiener Geflügelzeitung. Wien.